# Volgai nyelvek

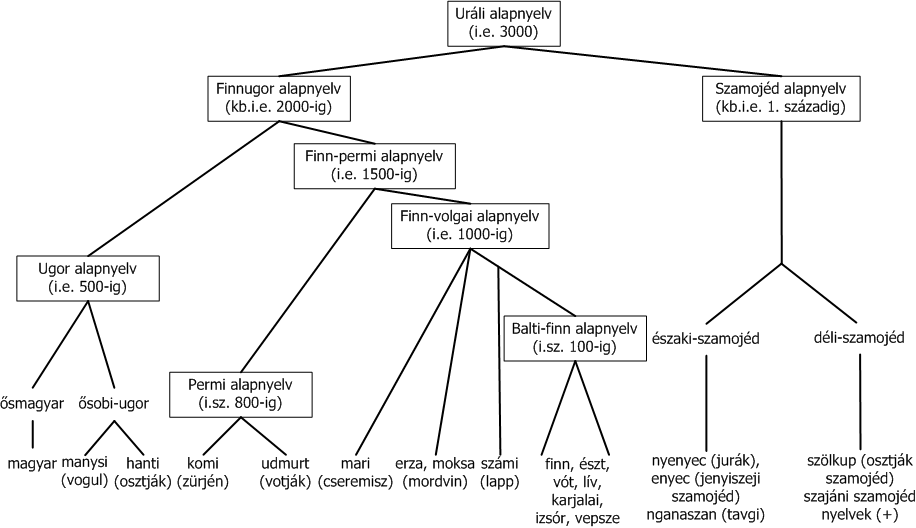
Az uráli nyelvcsalád rokonsági viszonyai (a nyelvek szétválásának feltételezett évszámaival)

A volgai nyelvek a finnugor nyelvek valaha genetikai alapon meghatározott, mára areális (területi) kategóriává lett csoportja, melybe két élő (mordvin, mari) és több kihalt nép nyelve tartozik. A számos megválaszolatlan kérdés miatt, amit ez a terminológia felvet, egyre kevesebbet használják a volgai nyelvek kategóriáját a finnugor nyelvek felosztásakor.

## Kérdések

### A volgai egység
A volgai egység létét a finnugrisztika a 19. század közepétől több, mint 100 éven át vallotta. Eszerint a finnugor nyelvek történetében létezett egy időszak, amikor a marik (cseremiszek) és mordvinok ősei még együtt éltek, nyelvjárásaik megértették egymást, de nyelvük már különbözött annyira a többi finnugor törzsétől, a később még nyugatabbra vándorló balti finn, más néven finnségi nyelvek őseiéitől, hogy velük már nem alkottak nyelvi egységet. A finnugrisztika az 1960-as években haladta meg ezt a véleményt, a túl kevés innováció (csak e két nyelvben megtalálható szavak és nyelvi formák) arra a következtetésre vezetett, hogy a volgai egység vagy nagyon rövid ideig (legfeljebb 100-200 évig), vagy egyáltalán nem állt fönn; mára nincs kutató, aki vallaná a volgai nyelvek egymással való szoros genetikai rokonságát, a terminus csupán földrajzi meghatározottságot takar.
Azon alaptézis megdőlésével, hogy az Urál déli lejtőinek vidékéről lassan nyugat felé terjeszkedő (vándorló) finnugor népből egyszerre vált ki egy töredék, amiből később a mordvinok és marik lettek, a volgai nyelvek kategóriát a Volga mentén lakó finnugor népek nyelveire lehet használni. Ezek a következők:
- Tver-i karél nyelv
- merja nyelv (kihalt)
- mari nyelv (cseremisz)
- mordvin nyelv
- muroma nyelv (kihalt)

### A merja nyelv
A Volga Jaroszlavl környéki folyásánál beszélt, de a 16. századra kihalt merja (egyes források szerint 'meri') nyelv szubsztrátumként helynevekből és orosz nyelvjárásokban megmaradt jövevényszavakból rekonstruálható. Ezek alapján egyértelműen kijelenthető, hogy a finnugor nyelvcsalád egy tagjáról van szó, de az, hogy a 'meri' név a marik nevével rokon, vagy a merják inkább a balti-finn, vagy másképp finnségi népek köréhez tartoznak, mára nem tisztázható megnyugtatóan.
Amennyiben az első lehetőség volna helytálló, úgy az areális értelemben vett volgai nyelvek között szorosabb, genetikai rokonság köti össze a kihalt merja és a még élő cseremisz nyelvet.
Amennyiben a második, úgy a merja csupán a területi közelség miatt tartozik a volgai nyelvek körébe (épp, mint a tveri karél nyelv).

### A mordvinság
A mordvin legszétszórtabban élő finnugor nép volt a legújabb korig, falvaik a mai Ukrajna területétől egészen az Ohotszki-tenger vidékéig megtalálhatóak voltak, sőt megtalálhatók ma is. Két ismert főbb dialektusuk, az erza és a moksa, de emellett számos néptöredék található meg asszimilálódott (terjuhánok, karatájok, muromák), illetve jelenleg asszimilálódó (soksák) formában. Amennyiben a mordvin dialektusokat önálló nyelvekként értelmezzük, logikus volna, hogy a volgai nyelvek körében említsük őket, de a roppant földrajzi távolságok miatt az elnevezés ('volgai') kedvezőtlennek hat.